# Packtejp

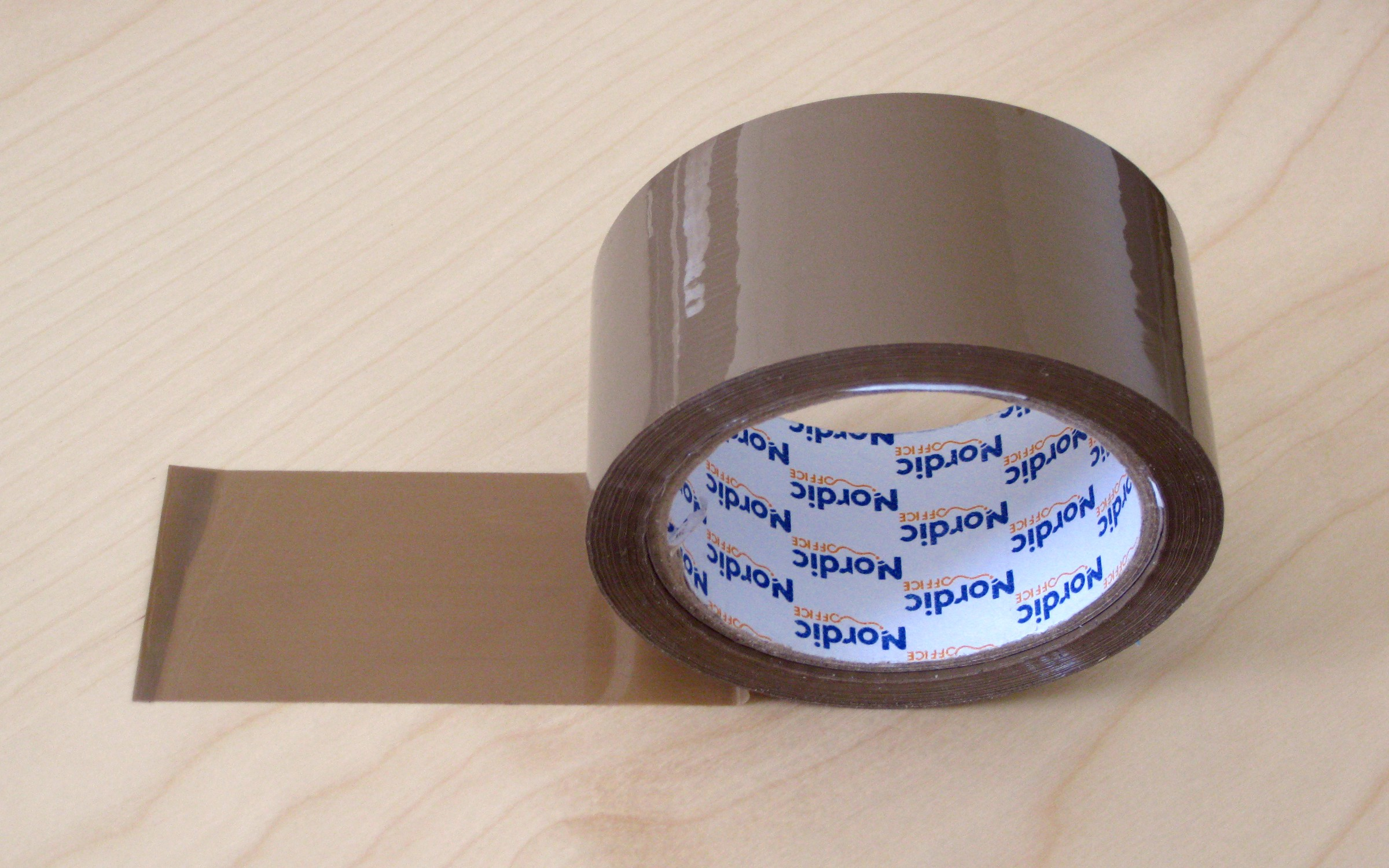
Packtejp.

Packtejp är den mest använda typen av tejp. Den används främst vid förslutning av kartonger, men även vid buntning, påsförslutning, maskering och märkning. För länge sedan tillverkades den av cellofan som senare ersattes av PVC. PVC används fortfarande men idag är tejpen i första hand tillverkad av den miljövänliga plasten polypropen (PP). Den finns i olika färger och med olika egenskaper beroende på ändamål.